# 亨利·拉方丹

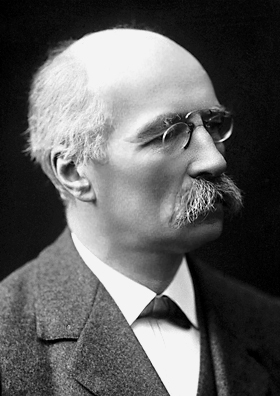
Henri La Fontaine

亨利·拉方丹（法語：Henri La Fontaine，法語發音：[ɑ̃ʁi la fɔ̃tɛn]；1854年4月23日—1943年5月14日），比利时国际律师，1907年至1943年期间担任国际和平局局长。因他对欧洲和平运动的推动和贡献，而获得了1913年诺贝尔和平奖。